# Comptine des Height
Comptine des Height est un roman de Jean Lahougue  publié le 20 mars 1980 aux éditions Gallimard et ayant été honoré la même année par le prix Médicis qui fut cependant décliné par son auteur. Le Prix Médicis revint finalement à Jean-Luc Benoziglio pour Cabinet-portrait.

## Éditions
- Comptine des Height, éditions Gallimard, 1980  (ISBN 2070204448).